# Сьомківщина
Сьомківщина — загальнозоологічний заказник місцевого значення в Україні, один з об'єктів природно-заповідного фонду Полтавської області.

## Розташування
Розташований у Новосанжарському районі Полтавської області, в районі сіл Грекопавлівка, Дмитренки, Полузір'я та колишнього села Білоконі. Займає території Полузірської сільської ради (166,6 га), Стовбино-Долинської сільської ради (103,5 га) та Державного підприємства «Новосанжарське лісове господарство» (4,9 га).

## Історія
Загальнозоологічний заказник місцевого значення «Сьомківщина» був оголошений рішенням десятої сесії Полтавської обласної ради народних депутатів V скликання від 6 вересня 2007 року.

## Мета створення
Мета створення заказника — подальше поліпшення заповідної справи в Полтавській області, збереження цінних природних, ландшафтних комплексів, об'єктів тваринного і рослинного світу.

## Значення
Заказник «Сьомківщина» має особливе природоохоронне, наукове, естетичне та пізнавальне значення. Система заплавних водойм заказника є цінним зразком заплавних ландшафтів із багатою флорою.

## Загальна характеристика
Загальна площа заказника становить 275,0 га. Займає заплаву річки Різничка разом з прилеглою до неї системою заплавних озер.

## Флора і фауна
Тваринний і рослинний світ заказника включає цілий ряд регіонально рідкісних та червонокнижних видів тварин і рослин.

## Галерея

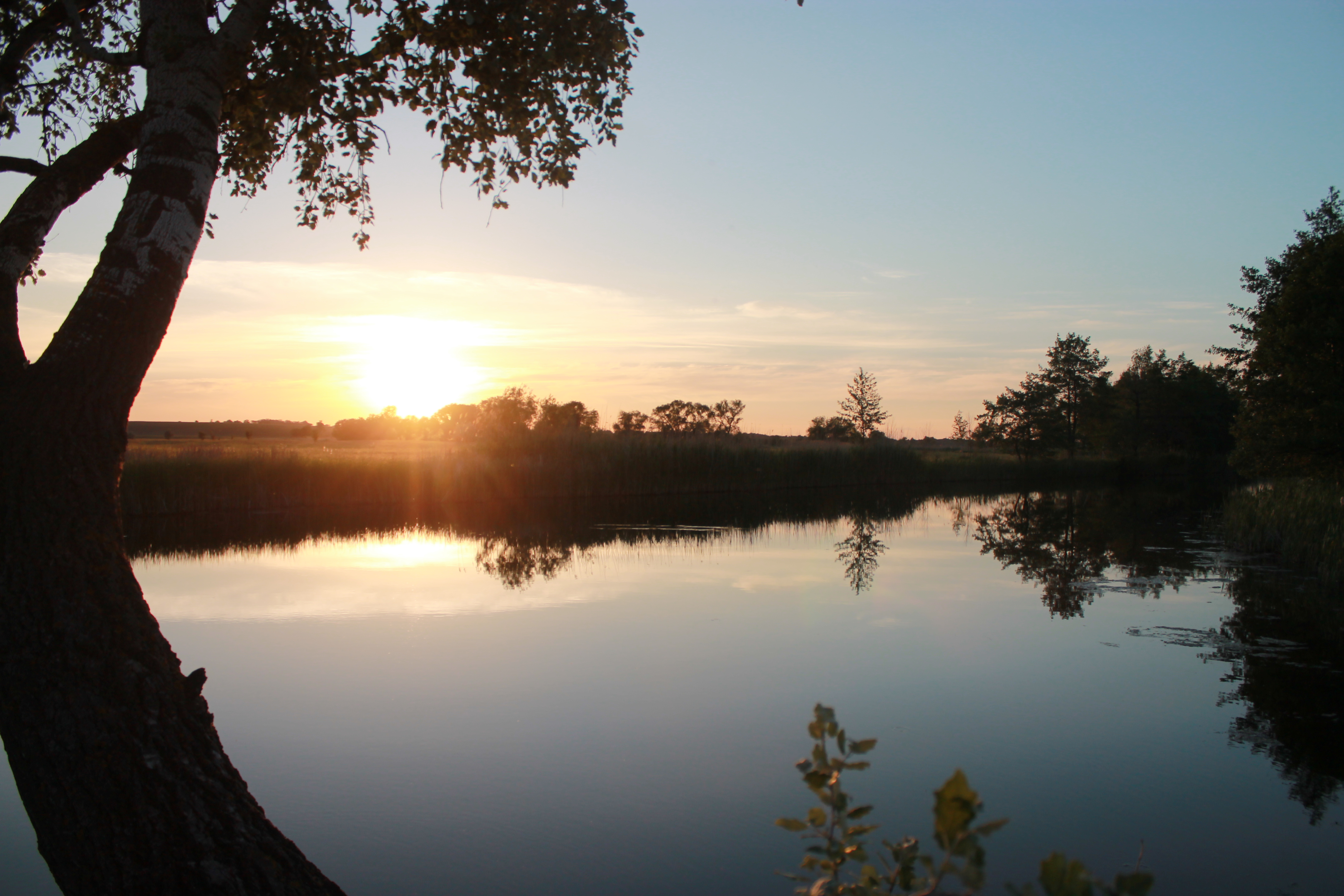
Сьомківщина у травні 2017 року
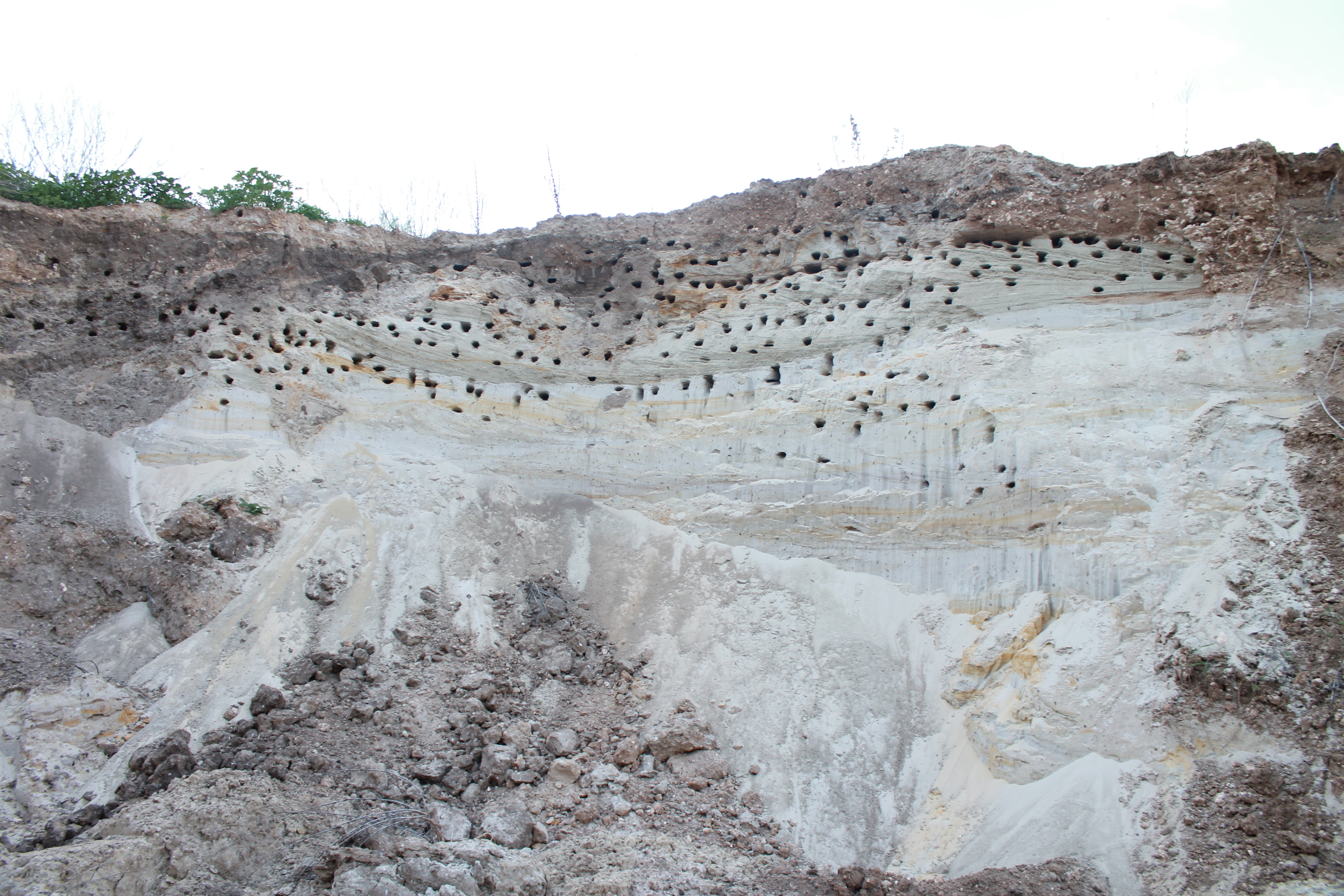
"Багатоповерхівка" щурів
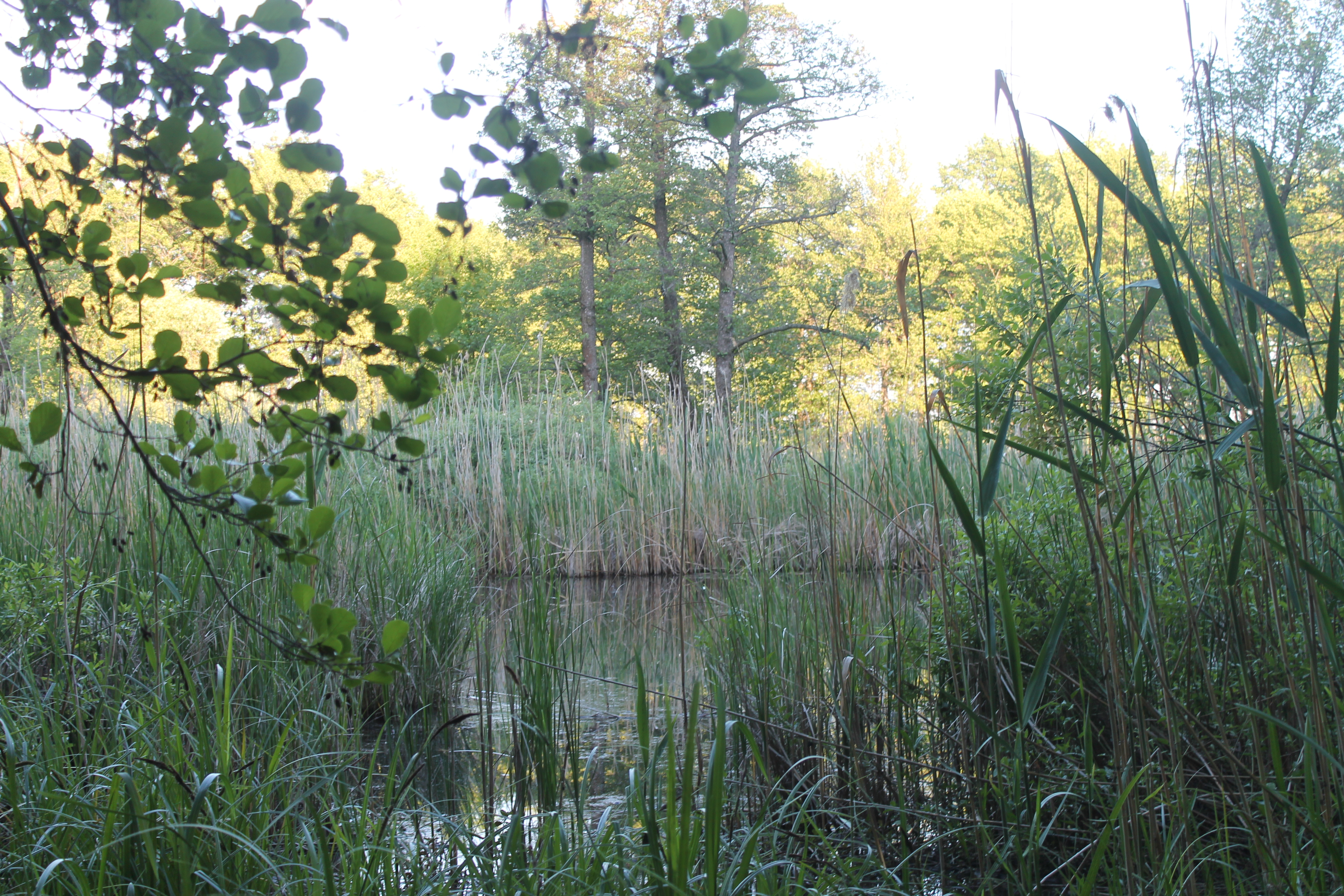
Болото
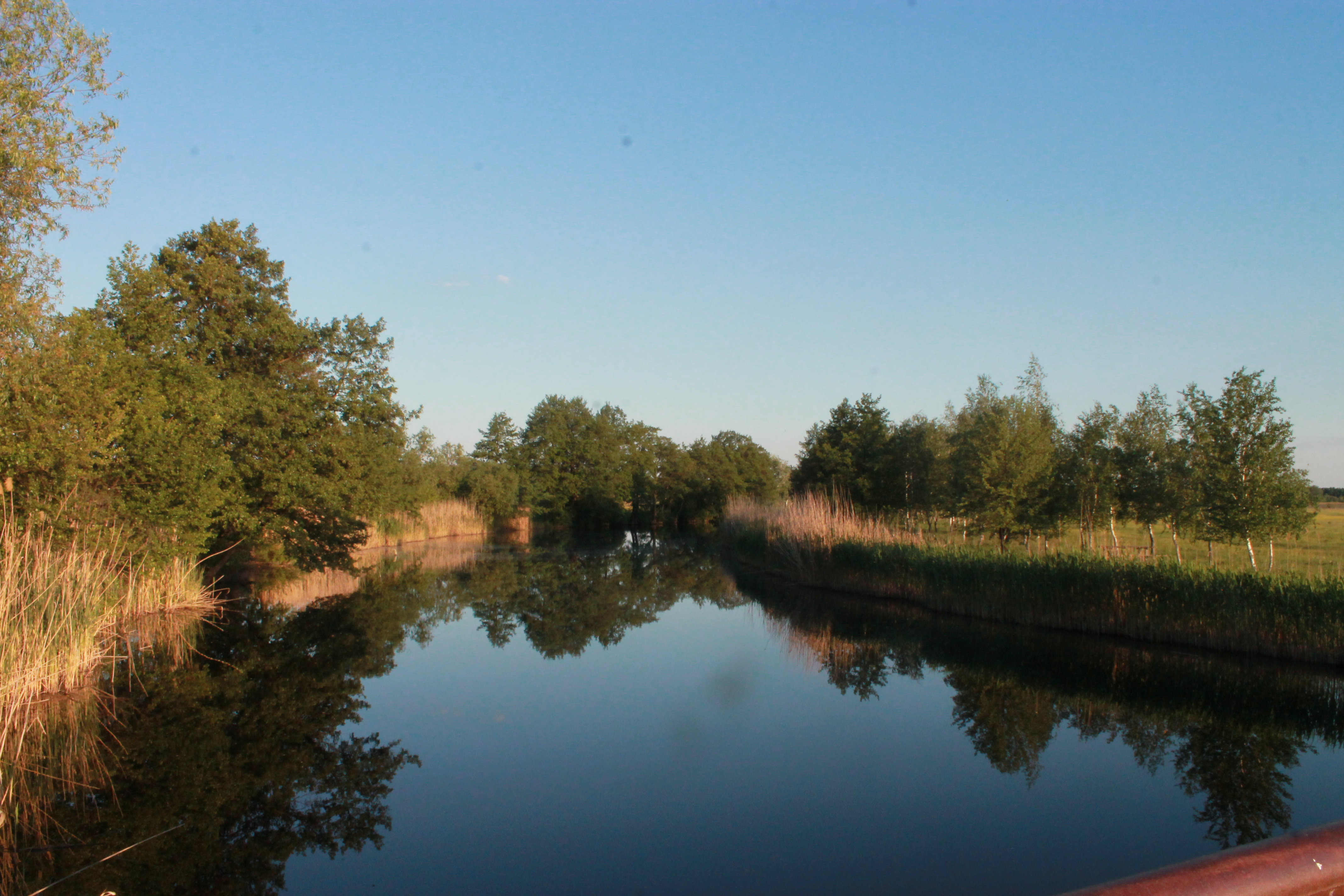
Травневий вечір